# 孟勝
孟勝（？—？），中國東周末年的墨家鉅子。其著名事跡是為了守義，與約180名弟子死于楚國陽城君（一說鲁阳文君）的封地。

## 為陽城君守義事跡
孟勝與楚國的陽城君是上下屬兼好友關係，陽城君外出時令孟勝守護其領地，並將一個叫璜的玉器分成兩半當做符，將一半交給孟勝並吩咐他“符合聽之”。
楚悼王去世，之前妒恨吳起的眾大臣群起作亂要殺這位名將，最後吳起故意伏在楚悼王遺體上，被弓箭射殺，但有些箭也因此射中楚悼王的遺體。楚國有法律，毀壞王屍是大罪，罪連三族。
楚國太子繼任，為楚肅王，他要殺光“射吳起并中王屍者”，共有70多個家族被牽連。陽城君也是其中一個參與射殺吳起的大臣，陽城君聞知消息後逃跑。楚肅王要收回陽城君的封地，當然並沒有陽城君的“符令”。
孟勝認為受陽城君所託，現在無法守護其屬地，必須一死1。其弟子徐弱勸告孟勝，認為事已如此，死亦對陽城君無任何益處，且此舉將令墨家損失慘重，更有可能“絕墨者於世”。孟勝卻認為他與陽城君的關係非淺，若不死，將來恐怕沒人會信任墨者；並認為他會將鉅子之位傳給宋國的田襄子，不怕墨者絕世。徐弱聽了孟勝的話，先去赴死2。
孟勝令三個人傳鉅子之位于田襄子，然後赴死，跟隨孟勝赴死者約有180人。三人轉告田襄子繼任鉅子後，又要折返楚國與孟勝共同赴死，田襄子以剛接任的鉅子地位命令三人留下，但失敗。